# Coghinas
Der Coghinas ist mit 116 km Länge der bedeutendste Fluss im Norden Sardiniens und der drittlängste der Insel.
Der Coghinas entspringt bei Ploaghe in den Alá Bergen und durchläuft die Provinz Sassari und den namengebenden Ort, bevor er nahe dem Ort Valledoria in den Golf von Asinara mündet. Dort bildet er die Lagune La Perla Blu.

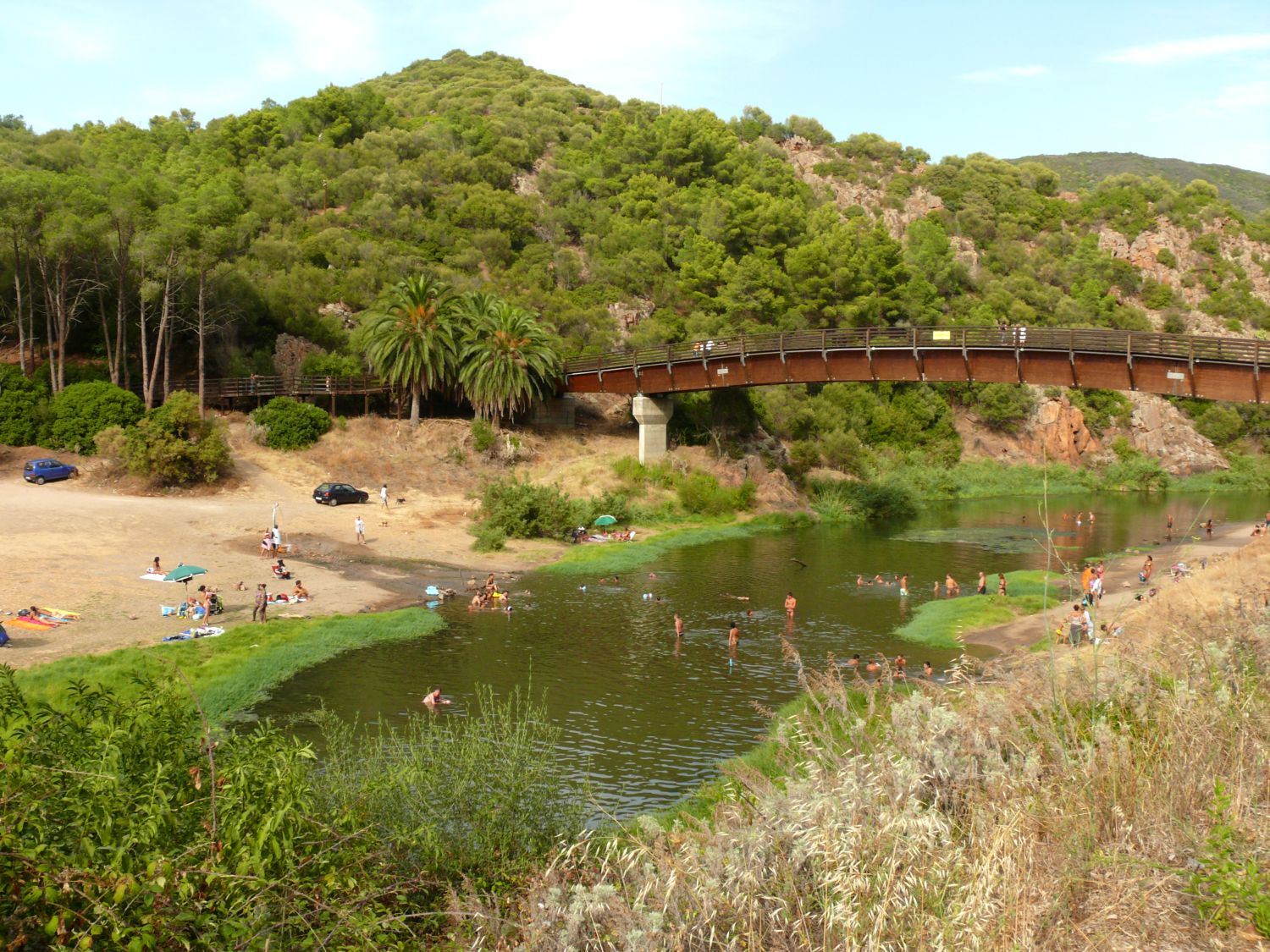
Baden am Coghinas. Thermalquellen sorgen hier für hohe Wassertemperaturen.

Der von der Limbaraschlucht gebildete Mittellauf wird bei der Enge von Muzzone gestaut und bildet den bei Oschiri liegende Coghinas See. Der im Jahre 1927 erbaute Damm sorgt für ein Fassungsvermögen des Sees von 254 Millionen Kubikmetern Wasser. Am Unterlauf befindet sich der Lago di Casteldoria, ein weiterer, aber kleinerer Stausee. Der größte Ort am Fluss ist Viddalba.